# Le Raincy
Le Raincy /ləʁɛ̃ˈsi/ è un comune francese di 14 136 abitanti situato nel dipartimento della Senna-Saint-Denis nella regione dell'Île-de-France.

## Società

### Evoluzione demografica
Abitanti censiti

## Amministrazione

### Gemellaggi
- Finchley
- Clusone
- Yavne